# Sulzkopf
Der Sulzkopf (1279 m) ist ein Gipfel in den Bayerischen Voralpen. 

## Topographie
Er bildet zusammen mit dem südlich gelegenen Rechelkopf und dem Mitterberg einen ca. 2 km langen Bergrücken und fällt, über einen Kehrberg oder Kahrberg genannten Rücken, nach Nordosten ab. Der nördliche Bergfuß wird Vorberg genannt. Der Rechenbach entspringt westlich des Bergrückens zwischen Sulzkopf und Rechelkopf.
Der Sulzkopf ist ein bis auf den Gipfelbereich komplett bewaldeter und selten besuchter Gipfel. Der kleine freie Bereich am Gipfel bietet jedoch einen guten Blick ins Isartal. Der Gipfel kann als einfache Bergwanderung oder MTB-Tour, z. B. von der Schwaiger-Alm über Forstwege erreicht werden; der letzte Teil ist weglos. 

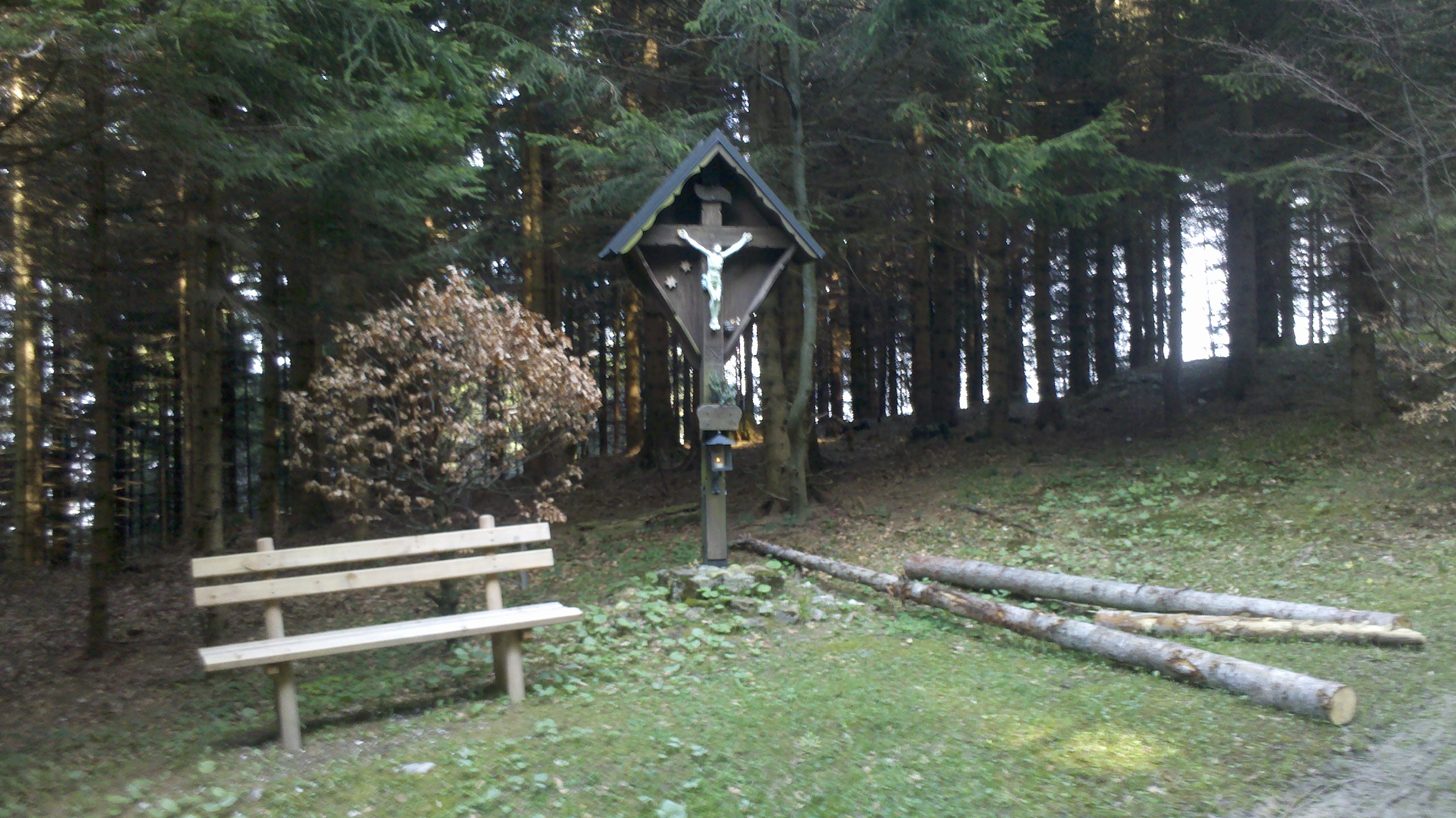
Marterl auf einem Forstweg auf der Nordseite am Vorberg
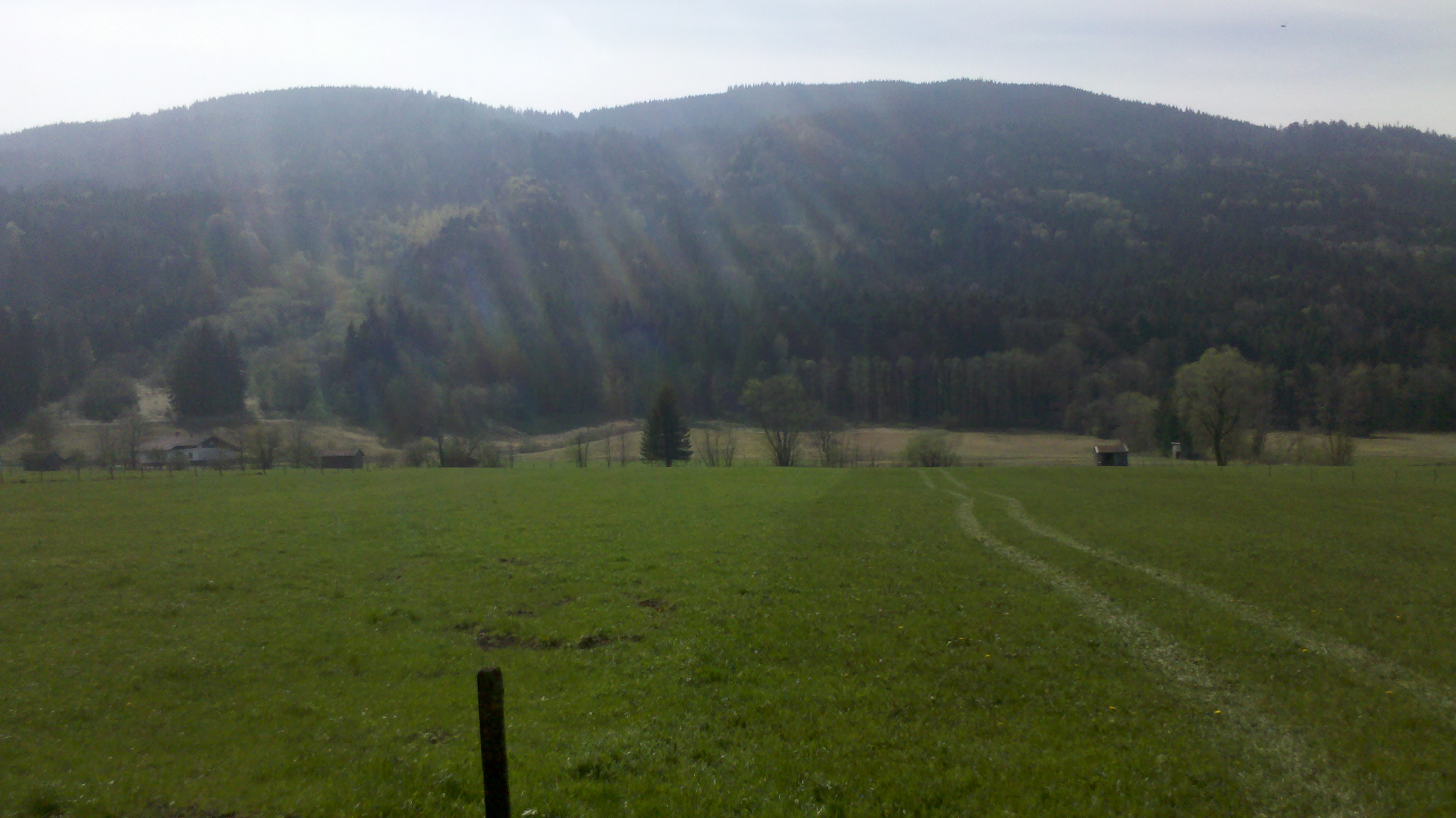
Bewaldete Nordseite mit Vorberg